# 43 Wirginijski Batalion Kawalerii
43 Wirginijski Batalion Kawalerii znany także jako Rangerzy Mosby'ego lub Łupieżcy Mosby'ego – konfederacki batalion partyzanckiej kawalerii działający podczas wojny secesyjnej. Zasłynął gwałtownymi i szybkimi najazdami na terytorium Unii oraz przerywaniem linii komunikacyjnych przeciwnika.
43 batalion został sformowany 10 czerwca 1863 roku w Rector's Cross Roads w pobliżu Rectortown, kiedy John Mosby uformował kompanię A. Mosby działał z polecenia generała Roberta E. Lee, który wydał mu pozwolenie sześć miesięcy wcześniej na podstawie Partyzanckiego Aktu kongresu z 1862 roku. Pod koniec lata batalion liczył już 400 ludzi w 6 kompaniach kawalerii i jednej artyleryjskiej. 43 batalion nigdy formalnie się nie poddał – 21 kwietnia 1865 został rozwiązany po kapitulacji Armii Północnej Wirginii w Appomattox Court House.